# Српски вез
Српски вез се разликовао од једног краја до другог. Бели вез је био јако популаран у Војводини и у градским срединама, а његова најпопуларнија врста је шлинга или шлингерај. Он је током 19. века из средње Европе стигао у наше крајеве и везиље су куповале посебне цртеже са мотивима биљака или цвећа и наносиле на тканину. Ова техника се називала труковање, а занатлије које су израђивали цртеже називали су се трукери.  Овом техником украшавала се не само одећа, већ и постељина, столњаци, завесе, пешкири и други предмети. Ови предмети су осим употребне вредности имали и украсну улогу, па су се сем оних неизоставних јављали и посебни предмети као што су: држачи за чешаљ, шибице, украсне траке веза за полицу, куварице са везеним текстом и различитим сценама из живота које су штитиле зид изнад шпорета од прљања. Постојали су још и:
- пуни вез
- ришеље
- гоблен
- покрстица
- златновез

У Србији, највише у селима, вез је био обавезни женски посао. Девојчице су се од најранијег узраста училе како да везу. Иако су везом украшавани многи предмети као и мушка гардероба, ипак је вез највише доминирао на женској и девојачкој одећи. Поред тога што је био украс вез је био показатељ друштвеног статуса, материјалног стања, узраста, регионалне и националне припадности.
Од области до области вез се разликовао, тако да је у неким крајевима Србије био богатији и разноврснији и самим тим познатији. Подлогу за вез чинило је кудељно ланено, а ређе памучно платно од кога су кошуље шивене. Орнаментика је била геометријска.
Стицање знања и вештина израде везова крајем 19. века постаје део основног образовања женске деце, касније и средњег, гимназијског и стручног образовања, да би се после Другог светског рата ручни рад и знања о везу свела на предмет домаћинство.
У нашим народним песмама помињу се лепоте везова, справе и материјали за вез, ђерђеф, игла, ибришим, злато, затим поштовање према доброј везиљи и осећања која она уноси у свој рад. Постоји врло занимљиво предање да је код Везичева у околини Пожаревца постојала задужбина Миље везиље, која је целог века остала девојка јер није хтела да се уда за оног за кога је отац давао, тако да је везла, вез продавала и од тог новца подигла цркву прозвану црква Везиља, која је порушена за време Турака.

## Вез у Херцеговини
Херцеговачки вез, као и други везови дели се на вез бројем-који се радио најчешће на ређим тканинама на којима се могу бројати нити основе и потке; и на вез по писму- који се радио према претходном цртежу. Од босанског веза херцеговачки се разликовао по живим и јарким бојама. Вез по броју  могао је бити шарени, бели и златовез.  Карактеристична боја херцеговачког веза је црвена, али херцеговачке везиље раде и другим бојама. Орнаментика херцеговачког веза базира се на флоралним и зооморфним елементим. Од флоралних елемената највише су заступљени шипак и цвет од шипка, бадем, смоква, каранфил и ружа, док су зооморфни елементи најчешће птице, и то паун, соко и ороз. Овај вез је био најзаступљенији на кошуљама, и то на прсима. С једне стране везени су паунови с раширеним репом, а у раширеном репу још по два ороза окренута један према другом.
Многи истраживачи народног веза сматрају да сама орнаментика има поетичну основу. Сваки орнамент у својој основи има неку песничку боју, а фигура је стилизована, тако да заједно чине целовит украсни фрагмент. Вредност орнаментике херцеговачког веза исказује се у складу линија и боја, а и по садржају слике и изради самог веза.
Предмети од текстила рађени су претежно од вуне, али и од других врста материјала,као што су конопља, лан и свила.Израђивани су у кућној радиности све до 19. века када се отварају занатске радње и почиње занатска израда тканина. Стари херцеговачки вез, који је рађен на платну, посебно привлачи пажњу колоритом, садржајем и композицијом мотива, а најбоље се види на народној ношњи и то брдској женској, која је изашла из свакодневне употребе пре Другог светског рата.Вез који се радио на платну ˝равнику̏ извођен је бројем и по писму техникама ˝пуњевине̏, ˝крижића̏, ˝прутица̏, технички веома педантно да се лице често није разликовало од наличја. Везло се свиленим и памучним концем, најчешће различитих боја. Доминирале су боје пастелно плава, жута, маслинаста, пастелно зелена и боја таракоте, која је оовом везу давала посебно колоритност. Орнаментика херцеговачког веза обликом је прилагођена оном делу одеће којем функционално и ликовно одговара.Тако је на марамама повезачама и превезачама вез рађен на самим рубовима, тј. крајевима, а рађен је и на деловима који су се налазили на челу.Кошуље су украшаване на грудима и на рукавима. Поред ових орнамената, орнаментика херцеговачког веза састојала се од композиције ситних цветова као што су тулипани и каранфили. Иако наизглед једноставне композиције, код овог веза доминирала је и сложена композиција која представља херцеговачку цркву  са звоником на преслицу и медитеранску вегетацију с чемпресима и шипцима око њих. Херцеговачки вез по композицији и орнаментици представља спој јадранско-медитеранске и левнтско-орјенталне културе. Чести мотиви веза били су и птице окренуте једна према другој.

### Вез на вуненим и чоханим предметима
Вез на вуненим и чоханим предметима израђиван је искључиво на горњим одевним деловима ко што су ћурдија (зубун), антерија и корет (кратки зубун). Оба ова дела су делови брдске женске народне ношње источне Херцеговине. Предмети прављени од чохе припадали су костимима који су се користили у посебним приликама као што су венчања, црквене славе и друге манифестације које припадају породичним ритуалним обредима. Скројени су од танке чохе, браон и тамноплаве боје, мада има корета и у зеленој и црвеној боји. Предмети од сукна су ношени као дио свакодневног костима и најчешће су били тамноплаве или мрке боје. Вез код обе врсте предмета је рађен на предњем делу и по рубовима ћурдије, док је корет украшаван и на рукавима. Жене су користиле најфинију вуну за израду ћурдије и корета, а и вуницу – танку вунену нит с којом су везле по овим одевним предметима. За овај вез су користиле и ˝индустријску вуницу, руду̏, а и памучни и свилени конац. Златна и сребрна срмена нит је кориштена за украшавање предмета од чохе.
Осим на овим одевним предметима, вез је рађен и на плетеним вуненим чарапама, приглавцима и назувицама. Ови вунени предмети који су израђивани за обућу  карактеристични су за брдски тип ношње, а она је већ крајем 19. и почетком 20. века постепено нестајала из свакодневне употребе.  Технике украшавања биле су карактеристичне искључиво код брдске ношње, док је код умске ношње обућа била искључиво од бијеле и црне вунице, и ретко се додавала друга боја.

## Вез данас
Данас се жене појединачно баве везом и то најчешће из хобија. Постоје и различита удружења и организације које се баве овим занатом у циљу представаљања и очувања истог, као и неговања народне традиције. Иако врло мали број људи и даље везе и интересовање за вез драстично опада он опстаје у новом, модерном руху. Интересовање модне индустрије за традиционалне мотиве и вез расте, тако многе познате модне куће у своје креације укључују елементе из народних ношњи. Данас се вез користи и за брендирање и промоцију Србије.
У историји Србије најпознатији вез је онај монахиње Јефимије, Похвала кнезу Лазару, извезен је позлаћеном жицом на црвеном атласу, као покров за ковчег са моштима светог кнеза Лазара, намењен манастиру Раваници, формата 67 x 49 cm. У Трстенику се од 1971. године одржава манифестација Јефимијини дани и у оквиру ње се додељује награда Јефимијин вез за најбоље песничко остварење између две манифестације.

## Галерија
- Домаћица (вез)
- Вез у раму из XX века, ручни рад. Део је збирке текстила Народног музеја у Лесковцу.
- Мотив веза са женских црних рукавица народне ношње Крушевац